# Dioscorea haumanii
Dioscorea haumanii är en enhjärtbladig växtart som beskrevs av Cecilia Carmen Xifreda. Dioscorea haumanii ingår i släktet Dioscorea och familjen Dioscoreaceae. Inga underarter finns listade i Catalogue of Life.